# Włosków
Włosków [pronunciación en polaco: /ˈvwɔskuf/] es un pueblo ubicado en el distrito administrativo de Gmina Kutno, dentro del condado de Kutno, Voivodato de Łódź, en el centro de Polonia. Se encuentra a unos 10 kilómetros al suroeste de Kutno y a 49 kilómetros al norte de la capital regional Łódź.
El pueblo tiene una población de 40 habitantes.